# Concurso España
El Concurso España fue un torneo futbolístico por eliminación directa organizado por la Federación Española de Clubs de Foot-ball (FECF), antecesora de la Real Federación Española de Fútbol (RFEF). Fue creado como una nueva competición en la que se permitía la participación de jugadores extranjeros, los cuales habían sido previamente excluidos del Campeonato de España a causa de disputas surgidas entre los clubes durante el torneo de 1911. Sólo se completó una única edición en 1912, de la que resultó campeón el Real Club Deportivo de La Coruña. El 25 de marzo de 2023 la junta directiva de la RFEF reconoció la oficialidad del torneo.
En 1913, la Real Unión Española de Clubs de Foot-ball (RUECF), una escisión de la FECF, organizó un torneo análogo denominado Copa España que quedó sin finalizar al no llegar a disputarse la fase final.

## Historia

### Prohibición de extranjeros tras el Campeonato de España de 1911
Durante el transcurso de la Copa del Rey de 1911 estalló una gran polémica en lo concerniente a la alineación de jugadores extranjeros. El Deportivo de La Coruña y la Academia de Ingenieros se retiraron ya antes del comienzo del torneo, pero el punto álgido llegó tras el encuentro Fortuna de Vigo-Athletic Club que ganó el equipo vasco con tres ingleses en la alineación. La Real Sociedad denunció la alineación indebida de dos de los jugadores ingleses del Athletic, Sloop y Martin, alegando que no llevaban residiendo en España el tiempo mínimo establecido para poder participar según las normas federativas. La Federación Española de Clubs de Football (FECF) rechazó la denuncia y la Real Sociedad se retiró del campeonato en señal de protesta. La disputa del torneo continuó convulsamente. El Athletic dejó de alinear los dos mencionados jugadores pero se negó a repetir el partido frente al Fortuna. Varios equipos (FC Barcelona, Gimnástica Española, Academia de Caballería) se retiraron del torneo por diversas razones en medio del malestar general. El pleito aún continuó en los despachos: la Federación anuló el torneo para luego deshacer esta decisión y proclamar campeón al Athletic. A partir de este evento el Athletic Club comenzó su política de fichar sólo jugadores vascos o formados en equipos vascos.
Para la Copa del Rey de 1912 la FECF decidió no permitir la alineación de jugadores extranjeros. Concretamente en su punto 7º de las bases del torneo estableció: “los jugadores que formen los equipos para este campeonato y sus suplentes deberán ser españoles, considerando como tales a quienes lo son según la Constitución del Estado español”. Esta decisión se tomó en la asamblea de la FECF en diciembre de 1911. Durante dicha asamblea también se acordó la creación de una nueva competición donde se permitirían jugadores extranjeros, en compensación por su exclusión del Campeonato de España. En abril de 1912 se rumoreaba que la FECF planeaba celebrar dicho torneo en La Coruña en verano.

### Concurso España de la Federación Española de Clubs de Foot-ball (1912-13)
En la asamblea de la FECF de mayo de 1912 se oficializó la creación de un nuevo torneo en el que sí estaba autorizada la participación de jugadores extranjeros y se ofreció como premio un trofeo donado por la propia Federación. Inicialmente este torneo se iba a disputar en Madrid, pero finalmente fue trasladado a La Coruña. La competición, que se planeaba celebrar anualmente, se denominó Concurso España. El premio para el ganador era un trofeo de plata al que se llamó Copa España, en el cual se halla grabada la denominación Concurso España, nombre oficial de la competición. El club vencedor quedaría en posesión del trofeo durante un año, con la obligación de entregarlo a la junta directiva de la FECF ocho días antes de cerrarse el plazo de inscripción de la siguiente edición. Dicho trofeo quedaría en propiedad del primer club que ganara el torneo dos veces seguidas o tres alternas.
La inscripción estaba abierta a cualquier club español afiliado a la FECF, pero finalmente no acudieron equipos de fuera de Galicia y solamente se inscribieron el Deportivo de La Coruña, el Vigo FC y el Pontevedra Sporting Club. Este último se retiró antes de la celebración del torneo, quedando así la competición en un cara a cara entre el Deportivo y el Vigo. La final dio comienzo el día 7 de septiembre de 1912. Cuando faltaban pocos minutos para el final del tiempo reglamentario, el encuentro tuvo que suspenderse, ya que había anochecido y no era posible continuar por la ausencia de luz, por lo que se acordó disputar el tiempo restante al día siguiente. En aquel momento el resultado era de 4-3 a favor del Deportivo. Así pues, los minutos restantes se jugaron el día 8 y finalizó el encuentro sin modificaciones en el marcador, quedando en consecuencia campeón del torneo el Deportivo de La Coruña. A continuación se jugó un partido amistoso entre ambos clubes ganado por el Vigo por 3-2.
El Eco de Galicia criticó la ausencia de equipos del resto de España y el periódico donostiarra Vida Sportiva habló de “fracaso” de la federación.
El 25 de marzo de 2023 la junta directiva de la Real Federación Española de Fútbol reconoció la oficialidad del torneo.
| Final; 7 y 8 de septiembre de 1912 | R.C.D. La Coruña | 4 - 3   | Vigo F.C. | Riazor, La Coruña |  |
|                                    |                  | Reporte |           |                   |  |

| Amistoso; 8 de septiembre de 1912 | R.C.D. La Coruña | 2 - 3   | Vigo F.C. | Riazor, La Coruña |  |
|                                   |                  | Reporte |           |                   |  |

|                          |
| Campeón R.C.D. La Coruña |

En la asamblea de la FECF de mayo de 1912 (la misma en la que fue instaurado el torneo) se produjo un cisma federativo y varios equipos, entre ellos la Real Sociedad y el F.C. Barcelona, decidieron abandonar la organización tras una serie de desacuerdos y fundaron a finales de ese mismo año su propia federación en San Sebastián, la Real Unión Española de Clubs de Foot-ball (RUECF). El propio Deportivo de La Coruña siguió los mismos pasos, abandonando la FECF y uniéndose a la rebelde RUECF.
La FECF llegó a publicar las bases para la disputa de la segunda edición del Concurso España, con fecha límite de inscripción el día 2 de agosto de 1913 y cuyas finales darían comienzo el 6 de septiembre de 1913, pero no se llegó a disputar puesto que en ese momento se estaría llevando a cabo el proceso por el cual las dos citadas federaciones se disolvieron y formaron la nueva Real Federación Española de Fútbol (RFEF).

### Copa España de la Real Unión Española de Clubs de Foot-ball (1913)
La recién constituida RUECF enseguida empezó a organizar sus propios torneos en paralelo, primero con la disputa de su propio Campeonato de España de 1913, y después con su torneo denominado Copa España abierto a la participación de jugadores extranjeros. Se eligió La Coruña como sede de las finales por haber sido un equipo coruñés el ganador del año anterior. El trofeo en disputa fue donado por la reina Victoria.
Los clubes inscritos fueron el FC Barcelona, el Catalá Sport Club, el Pontevedra Auténtico, el Real Club Coruña, el Sporting de Irún, el Club Deportivo Bilbao y la Real Sociedad. Antes de los partidos finales, se llevarían a cabo partidos eliminatorios a nivel regional. La eliminatoria gallega la ganó el Pontevedra Auténtico y la catalana el Barcelona, que tendrían que jugar la fase final junto a la Real Sociedad, vencedora de su zona, en la que estaban agrupados los equipos guipuzcoanos y vizcaínos. Cuando se aproximaba la fecha señalada para la fase final —25, 26 y 27 de julio—, la RUECF retrasó la celebración de ésta para finales de agosto, pero para entonces la RUECF y la FECF ya estarían inmersas en el proceso para su disolución y la formación de la nueva RFEF.

#### Zona catalana
| Eliminatoria catalana; 1 de junio de 1913 | F.C. Barcelona | 5 - 1   | Catalá S.C. | Industria, Barcelona |  |
|                                           |                | Reporte |             |                      |  |

| Eliminatoria catalana; 15 de junio de 1913 | Catalá S.C. | 1 - 11  | F.C. Barcelona | Catala, Barcelona |  |
|                                            |             | Reporte |                |                   |  |

#### Zona gallega
| Eliminatoria gallega; 5 de julio de 1913 | Real Club Coruña | 2 - 3   | Pontevedra A. | Monelos, La Coruña |  |
|                                          |                  | Reporte |               |                    |  |

| Eliminatoria gallega; 6 de julio de 1913 | Real Club Coruña | 1 - 1   | Pontevedra A. | Monelos, La Coruña |  |
|                                          |                  | Reporte |               |                    |  |

#### Zona norte
| Equipo           | Pts | PJ | PG | PE | PP | GF | GC | Dif |
| ---------------- | --- | -- | -- | -- | -- | -- | -- | --- |
| Real Sociedad    | 11  | 8  | 4  | 3  | 1  | 12 | 5  | +7  |
| Deportivo Bilbao | 8   | 8  | 3  | 2  | 3  | 6  | 12 | −6  |
| Sporting de Irún | 5   | 8  | 2  | 1  | 5  | 7  | 8  | −1  |

| Eliminatoria norte; 27 de abril de 1913 | Deportivo Bilbao | 1 - 1   | Real Sociedad | Alameda de Recalde, Bilbao |  |
|                                         |                  | Reporte |               |                            |  |

| Eliminatoria norte; 1 de mayo de 1913 | Sporting de Irún | 1 - 1   | Real Sociedad | Amute, Fuenterrabía |  |
|                                       |                  | Reporte |               |                     |  |

| Eliminatoria norte; 4 de mayo de 1913 | Real Sociedad | 1 - 2   | Sporting de Irún | Ondarreta, San Sebastián |  |
|                                       |               | Reporte |                  |                          |  |

| Eliminatoria norte; 18 de mayo de 1913 | Real Sociedad | 5 - 1   | Deportivo Bilbao | Ondarreta, San Sebastián |  |
|                                        |               | Reporte |                  |                          |  |

| Eliminatoria norte; 22 de mayo de 1913 | Sporting de Irún | 2 - 1   | Deportivo Bilbao | Amute, Fuenterrabía |  |
|                                        |                  | Reporte |                  |                     |  |

| Eliminatoria norte; 8 de junio de 1913 | Deportivo Bilbao | 3 - 2   | Sporting de Irún | Alameda de Recalde, Bilbao |  |
|                                        |                  | Reporte |                  |                            |  |

| Eliminatoria norte; 15 de junio de 1913 | Deportivo Bilbao | 0 - 0   | Real Sociedad | Alameda de Recalde, Bilbao |  |
|                                         |                  | Reporte |               |                            |  |

| Eliminatoria norte; 22 de junio de 1913 | Real Sociedad | 1 - 0   | Sporting de Irún | Ondarreta, San Sebastián |  |
|                                         |               | Reporte |                  |                          |  |

| Eliminatoria norte; 24 de junio de 1913 | Sporting de Irún | 0 - 1   | Real Sociedad | Amute, Fuenterrabía |  |
|                                         |                  | Reporte |               |                     |  |

| Eliminatoria norte; 29 de junio de 1913                                                                | Sporting de Irún | n/j     | Deportivo Bilbao | Amute, Fuenterrabía |  |
| |                  | Reporte |                  |                     |  |
| El partido no se jugó. La victoria fue otorgada al Deportivo Bilbao por renuncia del Sporting de Irún. |                  |         |                  |                     |  |

| Eliminatoria norte; 6 de julio de 1913                                                                 | Deportivo Bilbao | n/j     | Sporting de Irún | Alameda de Recalde, Bilbao |  |
| |                  | Reporte |                  |                            |  |
| El partido no se jugó. La victoria fue otorgada al Deportivo Bilbao por renuncia del Sporting de Irún. |                  |         |                  |                            |  |

| Eliminatoria norte; 13 de julio de 1913 | Real Sociedad | 2 - 0   | Deportivo Bilbao | Ondarreta, San Sebastián |  |
|                                         |               | Reporte |                  |                          |  |

## Campeones
| Temporada       | Campeón          | Resultado       | Subcampeón      | Sede Final                 |
| Concurso España | Concurso España  | Concurso España | Concurso España | Concurso España            |
| --------------- | ---------------- | --------------- | --------------- | -------------------------- |
| 1912            | R.C.D. La Coruña | 4-3             | Vigo F.C.       | Campo de Riazor, La Coruña |

## Palmarés
| Equipo           | Títulos | Subtítulos | Años campeonatos | Años subcampeonatos |
| ---------------- | ------- | ---------- | ---------------- | ------------------- |
| R.C.D. La Coruña | 1       | –          | 1912             |                     |
| Vigo F.C.        | –       | 1          |                  | 1912                |

## Torneos homónimos
No se debe confundir este torneo con otros que se llaman o son conocidos con nombres similares:
- El FC España de Barcelona organizó en 1909 un torneo amistoso que llevó por nombre Concurso España. El campeón fue el FC Barcelona. Fue famoso el partido entre este y el España FC, que se suspendió en el minuto 84 y no se reanudó hasta un año y nueve días después.[56]
- En 1928, la Asamblea ordinaria de la Real Federación Española de Fútbol acordó crear un torneo llamado Copa de España que sería jugado en paralelo al Campeonato de España, pero la idea fue descartada y en otra asamblea extraordinaria celebrada el 22 de noviembre de ese mismo año se decidió crear la liga con las categorías de Primera y Segunda división.[57]
- Durante la Segunda República los periódicos de la época llamaban Copa de España al Campeonato de España.[58] Este término se sigue utilizando para referirse con carácter general al Campeonato de España, ya que el título de la competición ha cambiado a lo largo de los años en función del Jefe de Estado español, que es quien otorga el trofeo.[59]